# El Herrumblar
El Herrumblar és un municipi de la província de Conca, a la comunitat autònoma de Castella-La Manxa. El 2020 tenia 677 habitants.